# 奧列羅斯區 (瓦拉斯省)

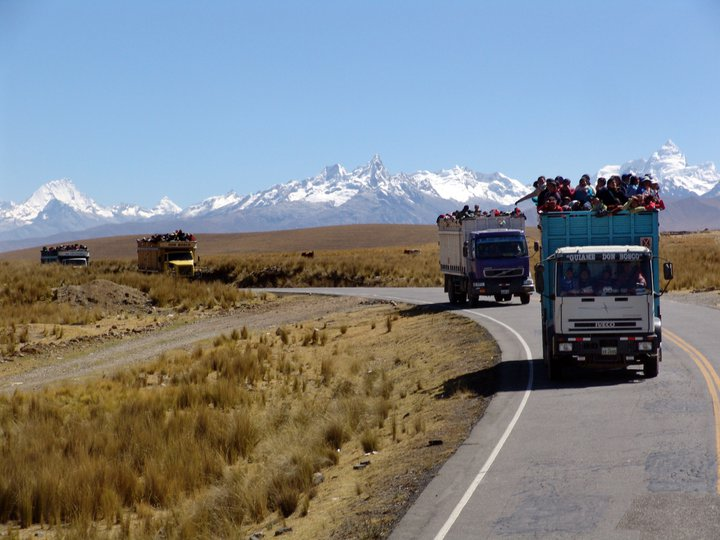

奧列羅斯區（西班牙語：Distrito de Olleros），是秘魯的一個區，位於該國北部安卡什大區的瓦拉斯省，始建於1933年10月16日，面積222.91平方公里，海拔高度3,336米，2005年人口2,761，人口密度為每平方公里12人。